# Iasdaces
Iasdaces (Yazdak) foi um oficial sassânida do século VI, ativo no reinado dos xás Cosroes I (r. 531–579) e Hormisda IV (r. 579–590).

## Vida
Iasdaces era um escriba (dabir) real. Na corte de Cosroes é mencionado como um servos reais com o título de espadibir (*spāh-dibīr) ou catibe aljunde (kāteb al-jond). No tempo de Hormisda, quando Barã Chobim irritou-se com o rei e decidiu se revoltar, Iasdaces junto de outro oficial, fugiu à noite e informou Hormisda.